# علی مبشر
علی مبشر کارمند وزارت دارایی و کفیل وزارت دارایی دردولت دوم دکتر مصدق بود.
او از ۱۸ تیر ۱۳۳۲ تا کودتای ۲۸ مرداد در این سمت حضور داشت. وی خواهرزاده عصمت دولتشاهی زن سوم رضاشاه بود.